# 中國共產黨在香港的歷史
中國共產黨在香港的歷史可追遡至1921年。1921年中国共产党在上海法租界成立，同年便到英屬香港發展。在1997年回歸以前中國共產黨在香港的活動，除官方組織如新華社外，都比較隱晦。回歸初期，礙於一國兩制的承諾，亦比較約束。習近平在2012年11月出任中共中央總書記，同年12月指派張曉明接任香港中聯辦主任，其勢力對香港政府日常運作的影響才越催明顯。有报道和研究认为，在每日150個持單程證來港的配額裡，包含了多少個共產黨黨員、當中有多少在各跨國企業或香港政府部門上班實在難以估計。

## 沿革

### 广东省级党的领导机关时期
1921年，中国共产党在上海建党后，同年8月便派人来到香港。自此，中共在香港不断发展。
1922年1月，香港爆發海員大罷工。當時領導罷工的中華海員工會聯合總會代理會長蘇兆徵是否香港第一位中共黨員，各史學家都沒有一致的定論。
1924年，原廣東中共黨員梁復然奉中共命令到香港組織中共支部，7名社會主義青年團成員獲批入黨，成為香港的中共黨員。
1925年5月30日，上海學生抗議日本資本家槍殺代表罷工紡織工人談判的中共黨員顧正紅，遊行至南京路時遭英國警察開槍鎮壓，造成九死20多傷，在中國被稱為「五卅慘案」。上海事態引發中國廣泛反英抗議浪潮，消息傳至香港之後，香港工會響應號召，發起罷工。香港中文大學歷史系客席教授丁新豹曾在《香港史新編》一書中指出，「省港大罷工實際上是中國共產黨策劃的一次運動，它在本質上是一次反英、反殖民的政治性罷工」。
1927年4月12日，蒋介石在上海发动四一二政变。1927年4月15日，李济深、古应芬、钱大钧等在广东发动四一五政变。1927年4月17日，中国共产党广东区委员会（中共广东区委）秘书长赖玉润（赖先声）召集在广州的中共广东区委成员穆青、杨殷、冯菊坡、罗绮园、周文雍、吴毅等人召开紧急会议，决定区委机关暂从广州撤往香港（此后的中共广东区委、中共广东省委一直设在香港）；在广州另行成立中共广州市委，吴毅任书记。中共广东区委迁至香港后，中共中央常委于1927年5月20日讨论了广州党的工作和组织问题，决定由彭湃、穆青、黄平、赖玉润、阮啸仙等人组成中国共产党广东省委员会（中共广东省委），陈延年不再返回广东工作。1927年五六月间，留在广东的原中共广东区委成员在香港成立中共广东特委，由穆青、赖玉润主持工作。
中共八七会议后，遵照中共中央指示，张太雷、黄平于1927年8月19日到达香港，8月20日张太雷主持召开中共广东省委会议，传达八七会议精神，通过了《拥护中央紧急会议之决议》。1927年10月15日，中共广东省委和中共中央南方局在香港举行联席会议，组成了新的中共广东省委和中共中央南方局。
1927年8月1日，中共举行南昌起义。起义军在广东失败后，贺龙、叶挺、刘伯承、彭湃、周恩来、林伯渠、吴玉章、聂荣臻、谭平山等人离开部队抵达香港，部分人参加了中共广东省委会议后继续转移。1927年12月11日，中共举行广州起义。起义失败后，少数起义人员抵达香港，随后转移。
1927年底，中国共产党香港市委员会（中共香港市委）成立，受中共广东省委领导。1927年11月，中共广东省委从广州抽调工人党员来香港培训，每期10天。1927年12月20日，李立三被中共中央派抵香港，当日召开会议，决定以张善铭代理中共广东省委书记，李立三作为中央巡视员指导中共广东省委工作。
1928年1月1日到5日，中共广东省委在香港举行全体会议，总结广州起义失败的教训。1928年2月20日，中共广东省委常委黄谦因被人告密而遭香港便衣警探跟踪，导致中共广东省委机关暴露，邓中夏、黄谦、罗登贤、王强亚四人被捕。这是省委机关第一次遭破坏。不久除黄谦外，邓中夏等人被营救出狱。1928年6月18日到7月11日，中共六大在苏联莫斯科举行，选出新一届中央领导机构。中共广东省委书记由李源代任。为贯彻中共六大精神，1928年11月16日至24日中共广东省委在香港举行第二次扩大会议。
1928年12月，中共广东省委成立香港训练委员会，由中共广东省委宣传部以及中共香港东区区委、九龙区委的宣传员组成，主要任务是制订训练计划，编印学习材料，开展训练工作。1929年初到3月，中共广东省委在香港连续举办5期训练班，学习中共六大及省委第二次扩大会议文件，总结工作经验，研究工作方法。中共党组织还编印出版了各类党内刊物及理论小册子，供党员干部学习，其中包括中共香港市委的《香港工人》、香港海员支部的《中国海员》等等。
1929年8月1日，中共香港党组织按照中共广东省委指示，举行工人示威。1930年上半年，白区工人运动有所恢复。在香港，先后有铁厂、糖房、码头等行业工人反对工头的斗争，海员工人反对开除工人并要求加薪的斗争。1929年8月，在中共领导的香港工人代表会的组织下，香港建筑业工人举行同盟罢工，要求加薪并改善待遇，5万工人参与罢工。随后香港的电器、汽车、电车、印刷等行业工人也罢工。但因白色恐怖加剧，到1932年5月，香港仅剩下40余名中共党员，中共香港市委被撤销，改设为香港、九龙两个区委。
1927年秋，中共中央南方局和中共广东省委发布《交通处工作条例》，在香港设立南方局总交通处，在澳门设立广属交通处，并在各地设分处。香港是中共广东党组织领导机关活动的中心，中共广东省委逐步建成了以香港为中心，分布于广东省各地的地下交通网。中共中央与在香港的中共广东省委主要经海上通道进行。1930年秋冬间，经中共中央南方局、中共广东省委帮助，中共中央开辟了一条自上海经香港、汕头、青溪（大埔）、永定进入江西中央苏区的数千里秘密交通线，以传送中共中央与中央苏区之间的往来文件，护送干部进入中央苏区，缓解中央苏区的物资匮乏。另外，中共广东省委还帮助中共中央开辟了从上海经香港、广州、韶关、南雄、信丰进入中央苏区的“粤赣线”等地下交通线。中共广东省委还协助中共中央建立了中央驻香港特科机关。
1931年1月7日，中共六届四中全会在上海召开，在共产国际代表米夫支持下，王明以“执行国际路线”、“反对立三路线”、“反对调和主义”为口号，提出一系列“左”的观点。1931年1月14日至18日，中共广东省委组织部、宣传部、交通部、秘书处、电台等十余个机关及中央驻香港特科机关、中共香港市委机关陆续遭到破坏，中共广东省委书记卢永炽、宣传部长林道义、农委书记兼组织部副部长陈舜仪、军委书记杨剑英、香港市委书记张家骥等50余人被捕，仅组织部长李富春幸免。中共广东省委机关遭到此次破坏后，李富春组织了以他为书记的中国共产党广东省临时委员会（中共广东临时省委）。李富春分别于1月16日和22日致电中共中央，要求增派干部来广东工作。李富春提出：“来的同志最好是广东人，最好是在上海工作的干部，在实际工作中能坚决执行国际路线的、能艰苦工作的同志。”1931年3月20日，根据中共中央决定，成立了李富春任书记的中国共产党两广省临时委员会（中共两广临时省委）。中央派章汉夫（谢启泰）、凯丰分任中共两广临时省委常委兼宣传部长、共青团两广省委书记。1931年3月29日，正式成立中国共产党两广省委员会（中共两广省委），李富春任书记。
1931年5月，蔡和森被中共中央派到香港，接替李富春（调在上海的中央军委工作）担任中共两广省委书记。同时赴广东、江西边区任红七军军委书记的李硕勋也被调到广东省委，担任省委军委书记。蔡和森和妻子李一纯住在香港一家洋酒罐头公司楼上，正式身份是该公司的职员。不久，顾顺章抵达香港。6月10日，香港海员要举行一个群众集会，广东省委认为局势过于紧张，蔡和森不宜抛头露面，但他坚持前去。临行前对李一纯说：“下午一点前我一定回来，如果没有回来，那就是被捕了。”进入会场之后，顾顺章带领特务将其逮捕。港英当局把蔡和森引渡给广东当局。经审讯、拷打，拒屈，于1931年8月4日被广东军阀陈济棠处决。章汉夫向中央报告：“射兄（即蔡和森）6月10日被捕（在海关机关内），但详细经过，到今天还未调查清楚。同时被捕的还有施滉等5人。省委机关有4个（人）动摇。现在已进行营救，并缩小机关，加紧秘密工作。”蔡和森牺牲后，中央决定由章汉夫任两广临时省委代理书记（随后任书记兼宣传部长），李硕勋仍然担任省委军委书记，潘洪波任组织部长。但在此后不久，两广省委再次遭受破坏，李硕勋也被捕牺牲。蔡和森、李硕勋牺牲后，一些同志被调去他处，两广省委只剩下章汉夫等几个人。章汉夫向中央报告说，那时省委就“只有启泰一人，后加上实生（即罗登贤，当时任南方局书记）算有了两个人，加派1人来粤是非常必要的。”九一八事变发生后，9月20日两广省委发出《中共两广省委通告（第六号）》，要求各地加紧开展反帝工作，在东江、琼崖苏区，应在党及团领导下，组织九一八事件委员会，有计划地领导反帝工作；在香港、广州、澳门、惠阳等地，应建立反帝大同盟，组织群众集会游行，出版壁报和刊物。9月22日《中共两广省委反对日本帝国主义轰击东三省群众武装占领城市宣言》、《中共两广省委宣传部反对日本帝国主义炮轰东三省工农群众宣传大纲》，组织全省各地群众进行抗日游行集会，发表通电建立抗日团体，要求当局停止内战，一致对外。1931年12月28日，章汉夫准备去九龙办事，在香港皇后大道中娱乐戏院对面的公共汽车站下车时被捕。被捕后，他用了王嗣同的假名，在接受审问时，从容不迫，振振有词，使港英当局一时无法抓到把柄。组织上积极设法营救，而章汉夫的姑父（时任中国银行经理）也不断通过关系搭救章汉夫。由于审问不出结果，港英下令将章汉夫驱逐出境10年。1932年1月，章汉夫坐船离开了香港。 
1932年3月16日，中共两广省委常委、省委驻香港特派员廖亦通（廖多汶）被捕叛变，中共两广省委再度遭严重破坏。共青团两广省委机关及中共香港市委机关受到牵连也同时遭破坏。中央巡视员翁泽生（翁定川）、中共两广省委书记陆更夫、省委秘书长王兰英（王文灿）等20余人陆续被捕。1932年5月初，中共两广省委常委潘洪波到上海向中共中央汇报情况，后在同年六七月间建立中国共产党两广临时工作委员会（中共两广临时工委），9月27日正式建立中国共产党两广工作委员会（中共两广工委），都由潘洪波任书记。
1932年12月，中共两广工委及中共香港市委计划组织广州起义五周年系列纪念活动。港英政府对此早有防备。纪念日前数天，共青团香港市委书记兼共青团两广工委宣传部长容敬良被捕。1932年12月13日，因于遭人举报，中共两广工委书记潘洪波被捕，很快认罪。随后中共、共青团两广工委及中共香港市委均被破坏，中共两广工委组织部长陈允才、常委陈均华，共青团中央特派员陈婓琴，共青团两广工委代理书记刘志远（刘来）等20余人被捕。中共两广工委被破坏后，中共、共青团两广工委和中共香港市委部分负责人组成中国共产党两广临时工作委员会（中共两广临时工委），1933年下半年起由陈应同担任书记。
1934年3月，林德隆返回香港。1934年3月21日，林德隆在中共两广临时工委会议上传达了中共六届五中全会精神和中央对广东工作的指示。遵照中共中央决定，中共两广临时工委改组为中国共产党香港工作委员会（中共香港工委），林德隆任书记，陈光任宣传部长，巫坤任组织部长。会议还决定派郑怀昌等人赴中共中央学习。1934年8月，郑怀昌自中央学习回到香港后接任中共香港工委书记。1934年9月，中共香港工委决定在九一八事变3周年开展抗日宣传。活动引发港英政府注意。1934年9月17日，智仁勇学校（中共香港工委活动地点）被大批警探包围，中共香港工委宣传部长陈光被捕。中共香港工委机关遭破坏，郑怀昌、林德隆等被捕。郑怀昌随后被引渡到广州遭处决，陈光被驱逐出境赴越南，林德隆出狱后脱党。自此，中共广东省级党的领导机关停止活动。

### 无领导机关时期
此后香港、广州等地仍有已失去组织关系的中共党员自发发动工人斗争。1935年7月，香港一些失去组织关系的中共党员以及原赤色工会会员，在海员及洋务工人中以“余闲乐社”为基础成立了“余闲乐社”总社，通过慈善和娱乐活动组织海员工人开展抗日救亡活动。“余闲乐社”在各远洋船及香港、九龙等地设众多分社，到1937年社员已达1.7万多人，并同上海的海员总工会建立了联系。中共广东地方党组织自1934年9月中共香港工委机关遭破坏后，基本停止活动，但仍有少数基层党组织与中国工农红军游击队在琼崖、东江、粤北山区活动。
自1935年夏，在中国抗日救亡运动的浪潮中，香港、广州等地的中共党员日益活跃，何思敬在广州指导成立“突进社”，王均予在广州组织中国青年同盟。1935年，在临时中央下属的特科任职的宣侠父在香港任中华民族革命同盟（简称“大同盟”）不管部部长。当时在大同盟工作的中共党员还有梅龚彬、陈羲舟、苏惠、金城、姚铎、林望中、陈子谷、陈辛人、郑德、邱东平、林蒂等人。1935年，宣侠父在香港成立中国共产党华南工作委员会（中共华南工委）并任书记。1934年及1935年，中共党员李守纯、陈勉恕先后到高明第三小学任教，陈勉恕以高明“力社”开展抗日救亡活动。1935年秋，中共党员周楠（原中共香港市委组织干事）、石辟澜、唐章等人在香港联络中小学教师和工人成立“香港救国会”。1935年12月，北平学生在中共领导下举行一二·九运动，在省港两地促成了抗日救亡运动高潮，并扩展至广东省内其他地区，在中共影响下以香港、广州为中心相继成立了许多抗日救亡团体。

### 南临委时期
1936年初，中共中央北方局书记兼中共河北省委书记高文华派中共河北省委委员、中华全国总工会华北办事处主任薛尚实，来香港开展华南地区的工作。薛尚实于1936年春节前后抵达香港，与中共党员宣侠父、梅龚彬、陈羲舟取得联系，后经宣侠父介绍与苏惠、姚铎等人接上关系。1936年1月13日广州荔枝湾惨案后，何思敬抵达香港，与薛尚实结识，薛尚实还陆续结识了谭平山、李章达、李伯球等人，并通过何思敬结识了广州中山大学“突进社”负责人张直心，于1936年3月吸收张直心加入中国共产党，并要张直心扩大“突进社”使其成为中共外围组织。经薛尚实同意，张直心还在中国国民党军队中秘密发展中共党员。在此基础上成立了中共中山大学支部，张直心任书记，吴超炯负责组织，杜埃负责宣传。
1936年6月发生了"六一事变"，两广地方当局宣布“反蒋抗日”。1936年夏，全国各界救国联合会成立后，何思敬、李章达、陈汝棠等人在香港成立了由何思敬主持的全国各界救国联合会华南区总部（简称“南总”）。吴有恒、连贯、饶彰风等中共党员成为“南总”成员。在薛尚实推动下，“南总”与“香港救国会”联合开展抗日救亡活动。
1936年9月，薛尚实向中共中央北方局报告，要求成立中国共产党南方临时工作委员会（简称南临委）。随后，薛尚实从广西梧州调来莫西凡，从广州中山大学调来饶彰风，与在香港的姚铎、苏惠等人组成南临委机关，薛尚实任负责人。1936年11月，南临委机关刊物《大路》出版，饶彰风任主编。1936年底，南临委与中共中央北方局一度失联。后薛尚实经陈寿康到上海寻到中共中央驻上海办事处负责人潘汉年，在上海成立了联络机关，并与延安的中共中央直接建立联系。1937年5月，中共中央派张云逸、云广英到香港工作。
1936年11月，南临委决定成立中国共产党香港市工作委员会（中共香港市工委），吴有恒任书记。港、澳地区党组织乃归中共香港市工委领导。到1937年下半年，共建立18个支部，党员100多人。
1936年初，中山大学学生曾生因遭通缉而逃到香港，担任日本“皇后”号轮船海员，参加了曾寿隆等人在海员群体中创办的“余闲乐社”。1936年10月，曾生被南临委派到香港海员中工作。1936年12月，南临委决定成立中国共产党香港海员工作委员会（中共香港海员工委），丘金任书记，曾生负责组织。到1937年下半年，中共香港海员工委在香港海员中建立4个党支部，党员32人。
1937年初，南临委在香港成立文化特委，领导香港《珠江日报》、《香港日报》、《大众日报》、《工业商报》、《民族战线》、《超然》等报刊的中共党组织及党员的活动，并负责联系广东、广西、福建等省文教方面活动。文化特委还同香港的华南通讯社、广西的民众通讯社、汕头的岭东通讯社、新加坡的通讯社建立联系。1937年初，南临委、香港海员工委分别派党员到惠阳建立中共基层组织。
南临委派人到粤东、潮汕等地恢复和建立党组织，与闽粤边特委、闽西南军政委员会、闽中的党组织取得联系，领导各地开展工作。1937年春夏间，闽西南军政委员会派方方前往香港，经南临委的沟通和指导，顺利北上延安，向党中央汇报闽西南三年游击战争情况，恢复了与党中央中断了3年的联系。方方回到边区后，1937年10月在闽西召开闽粤赣边党的代表会议，选举张鼎丞为书记的中共闽粤赣边省委，统一了边区党的领导。

### 抗战时期
1937年七七事变后，南临委于7月8日以“华南情报号外”通报情况。7月13日又以全国各界救国联合会华南区总部的名义发出《华北抗战宣传大纲》。8月15日，在中共领导下，香港60余个海员团体联合成立香港海员工会，宣布海员抗日救国十大纲领。此后香港洋务、煤炭、五金、印刷等行业工会陆续成立，发表时局宣言。香港海员多次举办拒运去日本物资的罢工，5000多人参加。香港的青年学生救亡团体开展了宣传、募捐和义卖。
1937年8月22日到25日，中共中央政治局召开扩大会议，通过《中共中央关于目前形势与党的任务的决定》。中共香港党组织根据中共中央的指示，撤销了中共南方临时工作委员会，成立中国共产党南方工作委员会（简称“南委”），张文彬（张纯清）任书记，饶彰风任宣传委员，薛尚实任组织委员。南委机关设在香港（1938年2月迁到广州），隶属中共中央领导（1937年12月后由中共中央长江局领导）。《大路》仍为南委机关刊物，饶彰风任主编。南委负责领导广东、广西、香港、澳门、贵州、云南昆明等地党组织。同时，中共香港市工委改为中国共产党香港市委员会（中共香港市委），书记吴有恒。1938年1月，改组中共香港海员工委，书记曾生。1938年3月，香港党员增至470人，其中工人占60%。1937年9月中共中央派张文彬来广东，于1937年10月正式组成了南委。
1937年12月，中共中央派廖承志、潘汉年到香港筹建八路军办事处。经周恩来同英国驻华大使卡尔商议及香港总督批准，八路军香港办事处于1938年1月成立，廖承志任办事处主任。
1938年4月18日，根据中共中央和中共中央长江局批准建立中共广东省委的指示，中共南方工作委员会干部扩大会议在广州召开，宣布撤销南委，选举产生中共广东省委。张文彬为省委书记，薛尚实（后为李大林）为组织部长，饶彰风为宣传部长，古大存为统战部长，梁广为职工工作委员会书记，尹林平为军委书记，麦蒲费（后为吴华）为青委书记，张越霞为妇委书记。
1938年6月，宋庆龄在香港成立保卫中国同盟。8月13日，广东全省开展“八一三”抗日救亡献金运动。抗日献金运动波及全港，献金百万，被誉为“无产阶级领导富人献金救国”，“大大提高了党的信仰与群众的情绪”。
1938年10月13日，日军登陆大亚湾次日，中共中央电示中共广东省委和八路军香港办事处，要求在东江日占区后方开辟游击区。廖承志乃召集曾生、吴有恒等人开会，决定由曾生、谢鹤筹、周伯明等人率中共党员和积极分子到惠阳县组织抗日武装。
1938年10月18日，日军即将攻占广州时，中共广东省委召开紧急会议。会后，尹林平到东江，李大林到西江，梁广到香港，加强领导各地党组织及抗日活动。10月20日，成立中共西南特委，罗范群任书记，下辖新会、开平、台山、阳江、恩平、鹤山、阳春、高明等县党组织。10月24日，在香港成立中共东南特委，梁广任书记，下辖番禺、中山、南海、惠阳、顺德、东莞、宝安、广州、香港、澳门等地党组织。
1938年，在香港设立了中国共产党香港统战工作委员会，负责对华侨、港澳同胞等的抗日统战工作。八路军香港办事处创办了《华侨通讯》，保卫中国同盟创办了《保卫中国同盟新闻通讯》，在香港、东南亚及欧美各国发行，产生很大反响。在中共党组织支持下，港澳地区成立了许多抗日救亡团体。
抗日战争爆发后，港英政府对民众运动的限制有松动，香港民众爱国热情高涨。同时，中共香港党组织在统一战线工作中，力求争取“大量吸收文化界的左倾分子入党和有计划的培养和领导非党的文化工作干部”，以便适应文化人来港，使“香港由商业城市逐步转变成文化城市”。中共党组织还有计划地将大批内地知名文化人士转移至香港。此后周恩来就“如何对待文化战线上的朋友”的问题对廖承志作了指示。这时重庆中国国民党方面也认识到香港的价值，向香港派出人员并建立各种社团。
1941年1月皖南事变后，周恩来认为中共在香港建立全国性乃至国际性的文化宣传阵地的时机已到。周恩来致电廖承志，要求在香港建立宣传据点，创办报纸在香港及东南亚等地发行。为此，廖承志经与邹韬奋、夏衍、范长江、金仲华、乔冠华、张明养、杨潮、胡仲持等人商议，决定创办《华商报》，邓文田任总经理兼督印，邓文钊、范长江任副总经理，范长江主持日常工作，政治上由廖承志领导。夏衍、张友渔、邹韬奋、胡绳等参与该报工作。该报的基调为“主张团结、民主、抗战”，但同《新华日报》有所区别。1941年4月8日，《华商报》创刊。此后中共党组织又支持创办或者复办了邹韬奋主编的《大众生活》、茅盾主编的《笔谈》、端木蕻良主编的《时代文学》、梁漱溟负责的《光明报》等。
1941年3月24日，廖承志、潘汉年等致电中共中央书记处及周恩来，建议成立党的统战文化委员会。1941年5月初，经中共中央同意，中国共产党香港文化工作委员会（简称“香港文委”）成立，由廖承志、夏衍、潘汉年、胡绳、张友渔组成。在香港文委领导下，成立了由宋庆龄任名誉会长、颜惠庆任会长的中苏文化协会，乔冠华、胡一声、吴全衡等人主办的香港中国通讯社，张一麐、许地山主持的新闻学会及世界语协会，司徒慧敏等人主持的旅港剧人协会，丁聪等人主办的新美术社等。
1941年夏，苏德战争爆发，日军继续南进。文协香港分会（香港文委的外围组织）呼吁中国、苏联、美国、英国联合，开展反德、反日文化运动。许地山、茅盾等人发表《中国文艺作家给欧美文化界的一封信》，夏衍、戈宝权、廖沫沙、黄药眠、叶以群、于伶、宋之的、胡风、章泯等人发表《致世界作家书》，号召组织“反法西斯作家同盟”。
1941年12月8日，日军进攻港九，中共中央急电周恩来、廖承志，要求保护旅港文化人士及民主人士安全撤离至东江抗日游击区。中共中央南方局及周恩来于12月9日电八路军香港办事处及东江抗日游击队领导，要求他们执行中共中央指示，不惜代价、不怕牺牲，营救滞留港九的知名人士和国际友人。尤其要保证宋庆龄、何香凝、柳亚子、邹韬奋、梁漱溟等人安全撤离。
日军进攻港九前夕，中共中央南方局南方工作委员会正在香港开会，张文彬、尹林平、梁广、杨康华等人都在香港。南方局派至香港工作的李少石、潘汉年、刘少文也都在香港。遵照中共中央、南方局及周恩来关于营救工作的指示，张文彬、廖承志、尹林平等人先后在香港、宝安、惠阳召集中共香港党组织会议、中共广东党组织会议、东江抗日游击队领导人会议，部署营救工作。中共党组织派出港九武工队员及交通员，将需营救者转移到秘密住址。从1942年1月5日晚开始，在武工队护送下，文化界人士和民主人士分批自香港岛偷渡过海，抵达九龙港九大队交通站。此次被营救有何香凝、柳亚子、茅盾、邹韬奋、夏衍、胡绳、戈宝权、张友渔、黎澍、沈志远、乔冠华、刘清扬、胡风、千家驹、萨空了、范长江、廖沫沙、司徒慧敏、蔡楚生、丁聪、叶浅予、章泯、金山、张明养、宋之的、梁漱溟、高士其等文化界人士和民主人士及中共干部，还有国民党海军少将陈策、第七战区司令长官余汉谋的夫人上官贤德等十余多人。同时中共还帮近百名英国官兵、各国侨民撤离了香港。
早在1941年9月，中共中央南方局南方工作委员会便致电中共中央：“为了促进国际反法西斯统一战线的建立，在港可以提出保护香港的口号，号召中、苏、英、美联合，展开反德抗日运动。”港英当局于1941年10月底派高级军官到八路军香港办事处要求建立合作关系，共同应对日军进攻。为此廖承志致电中共中央称：“英远东军司令部驻港人员经过私人关系，于昨日找我们，要求琼崖冯白驹部与他们合作。”尹林平、周伯明等人同港英当局代表商谈了港英当局向东江游击队提供武器装备等问题。当时经中共中央批准，八路军驻香港办事处主任廖承志，以及夏衍、乔冠华与港督杨慕琦派出的代表輔政司詹遜及澳大利亚籍英国记者贝特兰秘密会谈，商议共同保卫香港事宜。但港英当局态度犹豫，轻信日本特使在华盛顿的游说，以为香港能保太平，又在谈判中提出了一些中共方面无法接受的要求，所以谈判未能达成协议。在战争一触即发的形势下，中共广东党组织和东江抗日游击队负责人决定，一旦日军进攻港九，即派精干部队进驻新界，在港九开展抗日游击战。
1941年12月日军进攻香港时，中共中央南方局南方工作委员会、中共香港党组织及东江抗日游击队紧急部署，动员香港工人、市民参战，并按预案派出精干部队挺进港九。抗日游击队在港九以短枪为主要武器，用奇袭、伏击打击日伪，惩办汉奸。1942年2月间，在港九活动的多支抗日武工队合编为港九大队，蔡国梁任大队长，陈达明任政治委员。1943年12月东江纵队成立后，港九大队直接由东江纵队司令部领导。港九大队在港九地区逐步建成了大队、中队、群众三级情报网。港九大队的海上武装在秘密大营救中建立，初称护航队，完成大营救任务后开到龙船湾的渔村，1942年6月扩为港九大队海上中队，陈志贤任队长。
与此同时，中共也试图营救被日军俘虏的外国人。但被关在集中营的香港警務處處長俞允時认为战争将迅速结束，担心越狱有危险，下令不准任何人参加中共组织的越狱行动，致使大多数人不敢出逃。1942年2月至4月，中共广东党组织和抗日游击队营救了港英警察司的汤姆逊和波利斯屈特夫人，英军战地医院的赖特，英军海军军官摩利上尉、都格拉斯中尉、戴维斯中尉、汤姆生中尉、夏斯特中尉，英军陆军军官祁德尊中尉、怀特中尉、比斯尔中尉，香港义勇军的波吉生，以及英军士兵格尔拉夏、霍友斯等人。他们多数由港九游击队用船护送过大鹏湾，转惠州、韶关送至大后方。经获救的英军军官赖特、祁德尊等人建议，由英国国防部批准，于1942年7月在桂林成立英军服务团，赖特任指挥官，祁德尊任惠州前方办事处主任。自此，东江游击队与英军服务团合作营救盟军官兵并交换军事情报。1943年8月，英军服务团单方断绝与东江游击队联系。但东江游击队仍继续营救英方人员，并给英军服务团以工作上的援助。
据不完全统计，在香港沦陷后一年内，中共营救出英国人19人，印度人26人，其中包括港府和汇丰银行的高级职员、军官、义勇军及其他人员。在此一年中，中共仅为营救英国人和印度人就耗费5万多元港币。港英当局原曾答应中共每救出一人，除提供全部营救费用外，另给2000元港币奖励金，但此后一直没有兑现。后来中共与英军服务团合作，英方才提供1000元港币慰劳金和3万元国币，但这些款项尚不够工作人员的生活费开支。
为加强营救盟国人士工作，广东人民抗日游击总队在港九大队成立国际工作小组，由何明、黄作梅、谭干、林展等人组成，黄作梅任组长。1942年8月起，该小组成员与东江游击队其他成员从集中营等处营救出大批英军官兵和各国侨民。1944年2月11日，美国空军中尉克尔驾机轰炸香港启德机场时，因座机遭击中而带伤跳伞。游击队及时营救了降落在九龙山区的克尔，避开日军半个月搜查，将他送到桂林美军航空队基地。1944年5月26日和1945年1月16日，广东人民抗日游击总队先后营救了美军飞行员。在日军占领香港后的3年中，东江游击队共营救英国人42人，印度人54人，以及美国、挪威、丹麦、俄国、菲律宾等国人员上百人。
上述营救活动引起美军注意。遵照中共中央指示，东江纵队设置联络处，袁庚任处长，主管广东沿海及珠江三角洲日占区情报工作，并与盟军联络和交换情报。情报站的组织北到广州，南到香港，东到潮汕地区，西到珠江东岸，覆盖整个东江地区。后来日军攻占粤北、西江，情报站又扩展至北江和西江地区。港九大队还将情报工作做到日占区要害地点。工作人员发展至200余人。东江纵队向美军提供了大量有关香港、广东日军的情报。
1945年春，美国海军计划登陆广东。日军急调驻武汉、长沙间的波雷一二九师团南下。东江纵队及时向美军提供了波雷一二九师团动向的情报。美方来电称赞，后美军又来电称：“华盛顿对于发现一二九师团及其消息致以祝贺。”美方赞扬东江纵队联络处“是美军在中国东南最重要的情报站”。
1940年，中共中央南方局南方工作委员会成立。1942年五六月间，发生“南委事件”，中共中央南方局南方工作委员会遭中国国民党破坏，廖承志、张文彬等被捕。连贯奉中共中央南方局之命，进入东江抗日游击区。1942年12月，中共中央南方局指示成立以尹林平为书记的中国共产党广东省临时工作委员会（简称中共广东省临委），尹林平、连贯、梁广任委员。1943年1月，临委在东江成立。在广州外围以及广州、香港、澳门、广州湾四大城市采取单线形式活动。梁广分工负责敌后城市领导工作，经常来往香港、广州间。
1945年4月到6月，中共七大在延安召开。参加中共七大的香港代表团成员有吴有恒、何潮、周材、周小鼎、钟明等人。1945年7月6日到22日，根据中共中央指示，广东省临委在罗浮山举行干部扩大会议，通过了尹林平所作报告。根据3月初中共中央指示，会议决定撤销中共广东省临委以及东江军政工作委员会，成立中国共产党广东区委员会（简称“广东区党委”），统一领导广东党务、政权、军事工作，尹林平任广东区委书记。广东区委管辖东江、粤中、粤北、西江、广州、香港、潮梅、闽西南、南路地区的中共党组织，并且负责指导琼崖特委工作，广东区委机关设在罗浮山。

### 内战时期
抗日战争期间，中共领导的东江游击队在香港、九龙、新界地区开展了城市与农村相结合的抗日游击战争，占领了九龙、新界部分区域。1945年8月10日至11日，八路军延安总部以总司令朱德的名义连续发出7道命令，命令华北、华中和华南各解放区的中共军队迅速前进，收缴日伪武装，并准备收复部分大中城市及进军中国东北地区。1945年8月15日日本宣布投降。同日，朱德总司令下令给侵华日军统帅冈村宁次：“在广东的日军，应由你指定在广州的代表，至华南抗日纵队东莞地区，接受曾生将军的命令。”收到延安总部8月10日24时的命令后，东江纵队于8月11日8时40分发出《紧急命令》。8月14日广东区党委又发出《对目前时局的紧急指示》。鉴于国民党军队已向粤北和江北（东江北部）解放区进攻，东江纵队决定以江南（东江南部）的惠（阳）东（莞）宝（安）和港九地区作为受降主要地区。在不到半个月内，基本解放了上述地区。在宝安县，8月20日收复深圳镇，8月24日成立了深圳特别市并任命了市长；23日收复沙头角镇；随后迫使县城南头镇的日伪军投降。在港九新界地区，8月19日解放大屿山全岛，25日进驻长洲岛，随后收复了大埔、西贡、元朗、粉岭等地，还接收了个别仓库，并接受了零星日伪军的投降。此时日伪军龟缩在香港和九龙市区，周围陆地和海岛几乎全被东江纵队占领。
此时，国民党方面重庆国民政府正加紧同英国争夺香港，寻机收复香港。1945年8月11日，周恩来为中央拟电致广东区党委，要求在贯彻延安总部广播命令的同时，在华南应根据具体情况行动，“港九、汕头、广州等大城市不要勉强去打，但可能取得武装时，必须取之。”但8月23日中共中央政治局扩大会议紧急决定派毛泽东、周恩来、王若飞赴重庆同国民党举行重庆谈判，为此中共中央向各地党委发出一系列工作指示，其中决定放弃收复大城市，但要求各地党委立即派人进入大中城市开展各项工作。
按照中共中央指示，广东区党委于1945年9月16日作出长期斗争的工作部署，决定一方面坚持斗争并保存武装力量及党的干部，另一方面准备将来开展民主合法斗争。广东区党委决定派干部回各大中城市开展城市工作，1945年9月起陆续派大批干部进入香港。城市工作分为秘密的和半公开的两个工作系统，分别由区党委委员梁广、黄康及连贯、饶彰风负责，以香港为活动中心，并向海外华侨、港澳同胞宣传中共的统一战线等政策。不久，广东区党委和东江纵队领导机关迁至惠阳县大鹏半岛，后经中共中央同意，1946年1月15日及2月5日，广东区党委和东江纵队领导机关分别迁入香港。
1945年9月初到10月中旬，广东区党委派谭天度作为中共代表，在香港岛同港督代表会谈，谭天度奉命提出：（1）承认中共在港合法地位，同意中共在港建立半公开工作机构；（2）允许中共方面人员在港九居住、往来、从业自由及募捐；（3）同意中共在港出版日报及刊物；（4）同意并帮助中共方面在港设立秘密电台；（5）在中共武装撤出后，英方应保护中共非武装人员和伤病员的安全；（6）中共在大鹏湾的海面部队，因要保护商旅安全，应准予延缓撤出时间；（7）准予港九人民有武装自己和维持社会治安的权利；（8）组织战后救济会，赈济灾民；（9）非经中共方面同意，英军不得进入中共控制地区等。英方全部同意了上述要求，仅在细节上提出一些修改意见。谭天度乃据中共中央指示精神向英方承诺，中共今后不在港九地区从事非法活动，东江纵队港九独立大队近期将全部撤出。
此次会谈后，广东区党委宣传部部长饶彰风以港九独立大队大队长和大队政委的名义起草了《东江纵队港九独立大队撤退港九新界宣言》，宣布该部一周内将全部撤出香港地区，并油印成传单于9月28日在港九各处散发。当时香港治安混乱，驻港英军兵力不足，港英当局因怕引狼入室而不敢请国民党军队协助维持治安，所以港督代表提出希望港九独立大队暂缓撤出，帮助维持治安、组织港九民众成立自卫武装和筹建警察后备力量等。谭天度经请示后同意港九大队在港续驻5个月，经费由港方负责。为协调工作并示好，驻港英军最高负责人菲士廷曾提出会见东江纵队司令员曾生和副司令员王作尧。在此期间，应驻港英军邀请，东江纵队司令部还派出袁庚和黄作梅到九龙半岛酒店与驻港英军夏悫海军少将商谈港九独立大队推迟撤退及双方军队合作事宜。1945年9月下旬，广东区党委派东江纵队联络处长袁庚到香港，同驻港英军代表谈判，驻港英军主动要求港九大队协助维持香港治安，袁庚则提出在香港设办事处，以便获得合法身份、出版报刊，“利用港九英国法律进行华南民主活动”。
中共中央致电广东区党委指示“立即派出干部前往香港、广州占领宣传阵地”。广东区党委乃派宣传部长饶彰风、东纵前进报社社长杨奇等人到香港工作。同时，广东区党委决定将城市工作部改成城市工作委员会（简称“城委”），由梁广、连贯、饶彰风负责。广东区党委决定“凡能回城市的干部，都派到城市去。”广州、香港等地的城市工作在广东区党委领导下很快展开。1945年10月间，广东区党委将谈判结果陆续电报中央称，对我方条件，“港方表示完全同意，并对我数年来坚持斗争之精神及成绩，深表钦佩感谢。”随后中央批准了华南党组织在港活动方案。谈判结束后，谭天度被中共留在香港从事上层统战工作，任中共港粤工委（后改称香港工委）统战委员会委员，港英政府则任命他为渔政司官员，以便他在港从事渔民及华侨工作。
1945年9月，东江纵队300多名伤病员分住进大埔康乐村等英军医院。根据谈判协议，由英军负责中共方面伤病员在医院治疗期间一切费用及人身安全。10月，新一军到香港时曾想劫走该批伤病员，被英军以应“遵守红十字会精神”而阻止。后来在军调谈判期间，国民党又想“接收”这批伤病员，但未果。
国民党方面在广州接受日军投降后，中国民众和舆论强烈要求收复港澳，广东省参议会还发表收复港澳宣言。10月下旬，国民党方面广州地区受降主官第二方面军司令张发奎派参谋处处长李汉冲为代表、上校参议骆来添为译员来香港，与陆军司令菲士廷谈判，以图寻机收复香港。但达成的协议仅为途经香港的国民党军队应遵守的规则等。此时国民党军纪败坏，驻港国军在香港违法乱纪，强用国币，并先后发生抢劫商店、殴伤警察致死、汽车撞死人等大案，但港英方面均不敢处理。
1945年10月，中共在香港成立中国共产党港九工作委员会（中共港九工委），书记冯粲，成员黄施民、潘柱、李沛群等人。1945年11月13日，在香港创办广东区党委机关报《正报》，社长杨奇。随后饶彰风与中共中央南方局的廖沫沙等人经三个月筹备，于1946年1月4日复办《华商报》（该报原在廖承志领导下于1941年4月在香港创办，同年12月因太平洋战争香港沦陷停刊），邓文钊任总经理，饶彰风任副总经理（代表中共主持工作），刘思慕任总编辑，廖沫沙任副总编辑。1946年1月，在香港注册成立新民主出版社，总经理先后由饶彰风、萨空了担任，出版了许多马列主义著作、毛泽东著作及社会科学文献。
1945年9月，中共中央制定了“向北发展，向南防御”的全国战略。据此，中共中央同意让出广东省等八省根据地，并将应整编的部队北撤。中共中央要求广东党组织在香港站稳，开展港粤地区及海外工作。1946年6月，中共中央南京局决定，在香港成立半公开机构中国共产党港粤工作委员会（中共港粤工委），负责港粤地区文化、宣传、侨运、经济、统战、外事等工作。中共港粤工委由尹林平、连贯、饶彰风（蒲特）、廖沫沙、左洪涛组成，广东区党委书记尹林平兼中共港粤工委书记，广东区党委委员连贯、饶彰风及从事宣传、文化、统战、侨运等工作的人员均转入该工委工作。中共港粤工委和属秘密系统的广东区党委均直属中共中央南京局，1947年3月后改为直属中共中央。港粤工委的组织不公开，对外以已公开身份活动。中共港粤工委成立后，饶彰风负责文化宣传教育工作，左洪涛负责统战工作，连贯负责华侨工作，廖沫沙、章泯、司马文森等人负责报纸、杂志、戏剧、电影等工作，苏惠负责妇女工作。1945年底，成立新华南通讯社，社长饶彰风。
1946年6月26日，全面内战爆发。1946年7月，中共中央派方方来香港任中共中央代表，领导华南地区中共党组织工作。方方临行前，刘少奇在延安接见方方、苏惠，指出南方党组织应作长期斗争，不能北撤的干部就撤到殖民地，到香港、南洋、海外活动。中央还同意“必要时要丢掉枪支保存干部”。方方抵达前，其妻苏惠于1946年5月先期到香港，在尹林平、梁广等协助下，在香港尖沙咀弥敦道一座楼房内建起以家庭为掩护的领导机关。尹林平、余慧夫妇也在香港铜锣湾建起党的机关。尹林平还派杜襟南等人在香港设电台，以同中共中央保持联系。1946年7月初，方方到达香港，对外称经北平军调部批准来香港养病。
1946年9月，周恩来电令中共港粤工委负责人赴上海接受任务。1946年9月底，中共港粤工委派连贯、杨琳抵上海。周恩来在周公馆约见了杨琳和连贯，杨琳和连贯则分别向周恩来汇报了香港的情况。周恩来对杨琳和连贯说，国民党已经完全撕毁了和谈、迟早要赶走大家，所以还要艰苦奋斗几年；当前最主要的是要将南京、上海的民主人士和文化名人，以及党内的一些干部，疏散到香港和东南亚一带；让杨琳和连贯安排好这些人的工作和生活，等将来形势好转，需要这些人回来时再派人与他们联系。周恩来分别与杨琳和连贯谈话，给布置杨琳的任务是：打通海上运输，发展国外贸易，交流国内外物资；完成财政任务；培养对外贸易干部。周恩来说最近会有一批干部去香港，上海和南京办事处有三百多名干部，一批回延安，一批去香港，身份没有暴露的干部可以帮助杨琳管理公司；其余人，杨琳需要帮助他们寻找社会职业，能教书的教书，能办报的办报，务必隐蔽下来。周恩来给连贯布置的任务是：把滞留上海和重庆的文化界人士，民主人士护送到香港，今后公开活动的重点地区转移到香港。
1946年10月11日，中国国民党军队占领察哈尔省省会张家口。1946年11月15日，国民党单方面召开制宪国民大会，国共彻底破裂。1946年11月19日，周恩来率中共代表团撤离南京返延安。自此，“香港成为（中共）唯一可以公开活动的地方”。撤离南京前，周恩来于1946年10月29日致电中共中央转方方、尹林平并中共港粤工委，指出“目前香港已成为南京、上海的二线，而香港本身也要建立三线工作”。在这前后，周恩来及中共南京局派章汉夫、许涤新、乔冠华、龚澎、夏衍、邵荃麟、林默涵、方卓芬、冯乃超、刘宁一到香港工作。潘汉年、夏衍、胡绳等人也在1946年分别到达香港工作。会同饶彰风、廖沫沙、黄文俞、杨奇、李超等人加强中共在香港的文化、统战、宣传等工作。成立了报刊工作委员会，章汉夫任书记，所办刊物包括《华商报》（1946年1月4日在香港复刊）、《经济导报》、《正报》（广东区党委机关报，1945年11月13日在香港创刊）、乔冠华、龚澎负责的《今日中国》英文半月刊、章汉夫负责的《群众》周刊等。1947年5月15日由乔冠华、萧贤法组建新华社香港分社，由章汉夫、乔冠华负责，乔冠华任社长。许涤新等人开展经济工作，为中共党组织筹集经费。
1947年1月，中共中央决定在香港成立中共中央分局。1947年5月，中共中央发电报指示：由方方、尹林平等人组成中共中央香港分局。中央还决定，在香港分局下设三种平行组织：（1）中国共产党香港工作委员会（中共香港工委）：1947年6月由港粤工委改称，章汉夫任书记，连贯任副书记。中共香港工委下设统战工作委员会、文化工作委员会、财经工作委员会、群众工作委员会、报刊工作委员会、青年组、妇女组、新华社香港分社、组织部。章汉夫分管宣传工作；连贯分管华侨和统战工作；文化工作冯乃超；经济工作许涤新；外事工作龚澎；新华社香港分社社长乔冠华。根据中央指示，中共香港工委作为半公开机构，掩护香港分局、城委的秘密活动。（2）中国共产党香港城市工作委员会（又称港粤城委）：由广东区党委城委改称，梁广任书记，管辖广州、香港、澳门、湛江、桂林、柳州等华南大中城市的中共地下党组织。（3）各地区党委：负责各小城市和农村工作。各地在香港设联络站，派驻联络员、政治交通员，同香港分局联系。香港成为中共在华南地区的指挥中心。
中共党组织在香港与民主人士、文化教育界人士合作办报、办学，创办的达德学院1946年10月10日开业。还与民主党派领导人定期开座谈会，由中共及民主党派领导人轮流主持，分别在李济深、连贯、沈钧儒等人住宅举行。这一时期，中共在香港建立并打开了同各民主党派的关系，争取了各民主党派影响下的中间群众，建立了同各民主党派合作的多个据点，经争取建立了同港英政府的非正式公开关系。
中共党组织还加强了对南洋华侨的工作。夏衍在新加坡根据中共香港工委的意见开展“为香港进步文化事业筹款”运动，经胡愈之主持的《南侨日报》宣传，南洋华侨为香港《华商报》等报刊筹集三万多加元。后来香港分局又派饶彰风到新加坡设新华社办事处。
1946年9月1日，中共创办的香港劳工子弟学校开学，该校获港英政府劳工司、教育司及社会的广泛支持。在达德学院创办前后，香岛、培侨、汉华等中学陆续开学。1949年2月，香港工委财经委创办的建中工商专科学校开学。这些学校为第二次国共内战时期的游击区及中华人民共和国成立后的接管工作培训了大批干部。内战期间，中共中央香港分局还在港九地区举办过二十多期各类学习班，为华南和西南地区培训省、地、县级干部数百人。在此期间，中共中央上海局也将多期学习班转到香港举办，刘晓、方方、钱瑛、刘长胜、许涤新等领导亲自授课。1947年，香港爆发自1925年省港大罢工以来的特大工潮，香港城委根据中共中央城市工作部指示，领导工人取得了罢工胜利。通过此次大罢工，中共取代了国民党在香港工会中的主导地位。
1948年5月5日，在香港的各民主党派领导人和知名人士通电全国，并联名致电中共中央主席毛泽东，公开响应中共中央“五一口号”。遵照中共中央指示，香港分局及香港工委积极领导新政协运动，宣传“五一口号”。1948年6月13日，中共中央电示中共中央上海局、中共中央香港分局及潘汉年，就召开新政治协商会议的时地、召集人、代表名额、人民代表会议召集时间及如何召集等事征询各民主党派、人民团体代表及社会贤达意见。1948年6月30日，方方、潘汉年、连贯等在香港邀李济深、沈钧儒、谭平山、马叙伦、王绍鏊、郭沫若、茅盾等人座谈。8月9日，中共中央致电方方并香港分局“为邀请与欢迎港沪及南洋民主人士及文化界朋友来解放区筹划安全的道路”，指定潘汉年、夏衍、连贯负责起草并协商出名单电告中央。沈钧儒等五人先期抵达东北解放区后，中共中央去电征询他们的意见并转告香港分局。香港分局拟出一份被邀请人名单。香港分局还通过何香凝动员李济深；并托庄希泉到新加坡请陈嘉庚经香港北上。
护送民主人士北上的工作由中共中央城市工作部（后改为中共中央统战部）领导，由周恩来亲自部署，中共中央香港分局具体组织护送，中共中央上海局、中共中央东北局、中共中央华东局配合。1948年8月2日，周恩来致电大连的钱之光，要他以解放区救济总署特派员名义赴香港，会同方方、章汉夫、潘汉年、连贯、夏衍等人商议接在香港的民主人士北上事宜。
1947年3月前后，上海、南京等地大批中共党员和民主人士转移至香港，香港成为当时中共统一战线活动的中心。为此，中共中央派钱之光到香港“发展海外经济关系”、“主持海外及内地经营”。这也为中华人民共和国成立后发展对外经贸作了准备。钱之光到香港后，探索开辟香港至大连的海上通道。不久他派王华生经朝鲜罗津乘苏联货船到香港探航线，打通大连至香港间双向海上货运航线。接到中共中央任务后，钱之光同香港分局、香港工委分四批将在香港的民主党派人士等送达大连、安东（今丹东）、天津等地，到北平出席中国人民政治协商会议第一届全体会议。
在中共发动下，部分港商冲破国民党阻力，开展同北方中共解放区的易货贸易，药品、胶鞋等大批军用物资被运往解放区，解放区产品也打开了海外销路。中共在香港和南洋等地的募款、衣被等也不断被送到华南游击区。内战后期，国民党军政官员在内地的不少重大起义也是在香港策动完成。其间，中共还发动滞港的原国民党中国航空公司、中央航空公司（两航事件）、招商局驻港机构、九龙关、中国银行香港分行、交通银行香港分行、中国农业银行香港分行、福建省银行香港分行、广东省银行、广西省银行香港分行、中央信托局易货处、邮政储金汇业局、中国保险公司、行政院资源委员会国外贸易事务所（办理钨、锑、锡等矿产品外销的专门机构，1948年底由上海迁到香港）、中国植物油料厂、中国石油公司驻港代表处、中国纺织公司香港办事处、粤汉路局港九办事处（服务广九铁路，在尖沙嘴拥有房地产）、交通部购运处（为国内铁路和桥梁建设购买器材）等29个经济机构起义，随后接收了这些机构的资产，绝大部分员工也转为中华人民共和国服务。
1948年8月到1949年9月，香港分局及香港工委20多次组织护送350多名民主人士北上参加新政协；加上中共干部，总共1000多人。
1949年4月，经中共中央同意，香港工委领导成员调整。4月26日，中共中央调潘汉年、夏衍、许涤新赴北平转上海参与接管工作。中央认为，在渡江战役后的形势下，香港工委的活动范围与作用已缩小。5月15日决定再次改组香港工委，缩小机构。1949年5月，中共中央决定改组中共香港工委，先后由乔冠华、饶彰风任书记。改组后的中共香港工委继续护送民主人士北上。1949年8月，依中共中央指示，香港工委的乔冠华、龚澎、邵荃麟、林默涵等人离港北上。10月，饶彰风调回广州任华南分局统战部副部长、部长、广东省委统战部长，中共中央决定将中共香港工委更名为中国共产党香港临时工作委员会（中共香港临时工委）。书记张铁生（不久黄作梅接任工委书记），委员张铁生、黄作梅、吴荻舟。至此，香港分局（1949年4月8日改称中共中央华南分局）及香港工委完成了中共中央部署的护送任务。
1949年5月25日，中共中央华南分局从香港迁到粤东解放区。华南分局书记方方率华南分局机关人员自香港经潮汕地区，于1949年8月28日抵达梅县

### 1949-1966年
中华人民共和国成立后，中共方面与英国政府有个密约，中共在香港不公开成立共产党组织，以交换港英政府禁止国民党在香港活动。因有该密约，所以中共香港临时工委在香港实际处于地下状态。
1949年10月28日，叶剑英和方方听取了香港临时工委负责人有关香港各界开展劳军运动情况的汇报。1949年10月31日，香港临时工委致电叶剑英、方方，报告了港英政府对新成立的中华人民共和国政府的态度。1949年11月18日，叶剑英主持了中共中央华南分局召开的香港问题讨论会。1950年1月3日，叶剑英、方方致电中共中央统战部，同意结束香港工委、新华社香港分社、《大公报》、《文汇报》等的宣传工作，可暂时组织一宣传工作委员会，与中共中央华南分局宣传部联系，取得中共中央华南分局的领导。
1949年10月14日攻占广州后，中国人民解放军根据毛泽东、周恩来“暂时不动香港”的决策，未跨过罗湖桥。但是后来中共中央一度布置了五年解放香港的方针。1951年春，中央提出对港政策八字方针“长期打算，充分利用”。1958年，中央设立中央外事小组，陈毅任组长，国务院设立国务院外事办公室，陈毅任主任。1958年至1959年几次工作会议上，陈毅多次阐明长期方针的意义，表示香港有三大作用：自由港作用——吸收外汇，发展外贸；跳板作用——掩护人员的出入，打破敌对势力封锁；信息渠道作用——香港是东西方了解的必经之地。此后中央直到文革期间一直坚持该方针。1956年5月，毛泽东到广州后，港澳工委具体负责港澳工作的黄施民向毛泽东作口头汇报。1956年5月毛泽东在广州先后召开20次会议，并作为国家领导人首次提出利用外资。当时他批评“对香港利用不够”。

### 1976-1997年
1987年，中共十三大召开，港澳地区的中共十三大代表仍旧归入广东省代表团，除了许家屯（中共港澳工委书记、新华社香港分社社长）、乔宗淮（新华社香港分社副社长）外，中新社还报道了毛钧年（新华社香港分社副社长、香港基本法咨询委员会秘书长）、陈凤英（新华社香港分社社长助理）为代表。当时的中共港澳工委（对外名义上是“新华社香港分社”）机关驻香港，在澳门设分工委。此后每届中国共产党全国代表大会都有在香港、澳门的党员作为代表参加。

## 伸延閱讀
- 江關生. . 天地圖書有限公司. 2011. ISBN 978-9882194236.
- 江關生. . 天地圖書有限公司. 2012. ISBN 978-9882198241.
- 陸恭蕙. . Hong Kong University Press. ISBN 978-9888028696.
- 梁慕嫻. . 開放出版社. 2012  [2022-01-07]. ISBN 978-9627934301. （原始内容存档于2022-01-07）.
- 葉靖斯. . BBC中文. 2021-07-01  [2022-08-03]. （原始内容存档于2022-06-24）.